# گوستاوو سرنا
گوستاوو سرنا (ایتالیایی: Gustavo Serena؛ ‏ ۵ اکتبر ۱۸۸۱ – ۱۶ آوریل ۱۹۷۰) کارگردان فیلم و بازیگر اهل ایتالیا بود.
از فیلم‌هایی که وی در آن نقش داشته است، می‌توان به ترس از عشق، جوزپه وردی، مرد راه‌آهن، آدم‌های ناشناس، مؤسسه ریکوردی، احساس مالکیت و شهر رنج اشاره کرد.